# Puertas de Ródão
Las Puertas de Ródão (en portugués Portas de Ródão) son una formación geológica declarada monumento natural de Portugal, que se encuentra situada cerca de la localidad de Vila Velha de Ródão. 
Las Puertas son el resultado de la intersección del duro relieve de cuarcita de la sierra de las Talhadas con el curso del río Tajo. En este lugar se produce un estrechamiento del valle, que corre entre dos paredes escarpadas, que alcanzan una altura de 170m, que recuerdan dos puertas, una al norte en el distrito de Castelo Branco y otra al sur en el municipio de Nisa, en el distrito de Portalegre.
El encaje del Tajo comenzó por la erosión hace cerca de 2,6 millones de años, aprovechando los accidentes tectónicos asociados a la falla del Pónsul, y transcurrió en varias etapas, que quedan reflejadas en terrazas fluviales y plataformas resultado de la erosión, más visibles en la margen derecha de las Puertas.
El gran lago y las grandes profundidades de las próximas aguas abajo de las Puertas dan testimonio de la imponencia de la caída de agua que existiría antes de alcanzar la actual fase de equilibrio.
En la cima de la "puerta" norte, que es fácilmente accesible por carretera, se sitúa el pequeño castillo del Rey Wamba. Desde este lugar se vislumbra un amplio panorama sobre el valle del Tajo aguas abajo de las Puertas, con el Conhal do Arneiro, en la margen izquierda, y el poblado paleolítico de Vilas Ruivas, en la margen derecha.
Las Portas de Ródão son también un lugar privilegiado para la observación de aves, que sirve como hábitat a la mayor colonia de buitres leonados

 de Portugal, y de cigüeña negra y milano real.